# 延津站
延津站位于中华人民共和国河南省新乡市延津县魏邱乡，建于1985年。距新乡站54公里，距兖州站260公里。现为四等站。客运办理旅客乘降，行李、包裹托运；货运办理整车、零担货物发到。魏邱镇又名位丘，地处延津县中部偏东南，距延津县人民政府驻地城关镇约15公里。